# Cedar Mills (Minnesota)
Cedar Mills – miasto w Stanach Zjednoczonych, w stanie Minnesota, w hrabstwie Meeker.